# تینا گلوریانی
تینا گلوریانی (ایتالیایی: Tina Gloriani؛ ‏ ۱۱ دسامبر ۱۹۳۵ – ۲۴ مارس ۲۰۲۴) بازیگر، نقاش، مجسمه‌ساز، موسیقی‌دان و آهنگساز اهل ایتالیا بود. وی بین سال‌های ۱۹۵۵ تا ۱۹۶۳ میلادی فعالیت می‌کرد و بیشتر در فیلم‌های کلاسیک و سبک شمشیر و صندل بازی می‌کرد.
از فیلم‌هایی که وی در آن نقش داشته است، می‌توان به خشم آشیل، عشق‌های هرکول و خون اژدها اشاره کرد.